# Dicționar de Științe ale Limbii
Dicționarul de Științe ale Limbii (DSL) este o lucrare de referință în gramatica românească modernă, apărută în 1997 și reeditată în 2001 și 2005. Volumul cuprinde o serie de termeni din diverse ramuri ale lingvisticii, incluzând noțiuni fundamentale de teoria limbii, fonetică, fonologie, gramatică generativă, lexicologie, semantică, semiotică, istoria limbii, pragmatică, sociolingvistică, poetică, stilistică, retorică, prozodie sau naratologie. Lucrarea a fost premiată de Academia Română .
Autorii sunt cercetători la Institutul de Lingvistică "Iorgu Iordan-Al.Rosetti" și profesori universitari de la Universitatea din București: Angela Bidu-Vrănceanu, Cristina Călărașu, Liliana Ruxăndoiu, Mihaela Mancaș, Gabriela Pană Dindelegan, Camelia Stan și Marina Rădulescu Sala.